# Windekemolen
De Windekemolen is een staakmolen in het Oost-Vlaamse Balegem (Oosterzele).
Deze korenmolen verving in 1910 een afgebrande molen op dezelfde plaats, waar sinds 1822 een molen stond. Molenaar Hector De Visscher had deze molen gekocht in Denderwindeke, maar oorspronkelijk was hij rond 1815 gebouwd te Marcq. In 1956 verkocht familie De Visscher de molen aan graaf Michel-Alfred-Isabel d'Ursel-de Boussies, en in 1975 werd hij verkocht aan de provincie Oost-Vlaanderen. 
Een restauratie van 1984-1988 bleek niet het gehoopte resultaat op te leveren. De staak zakte zelfs door de zetel. Jaren lang stond de Windekemolen naast de teerlingen.
In 2017 werd de molen gerestaureerd en weer geschikt gemaakt voor gebruik.
De molen wordt sinds 1978 beschermd als monument.